# Eunidia similis
Eunidia similis är en skalbaggsart som beskrevs av Stefan von Breuning 1942. Eunidia similis ingår i släktet Eunidia och familjen långhorningar.
Artens utbredningsområde är:
- Nigeria.
- Togo.

Inga underarter finns listade i Catalogue of Life.